# Felicja (Felicyta) Lubomirska
Felicja (lub Felicyta) Lubomirska z Mniszków (ur. 1810, zm. 1855 w Dreźnie) – córka Stanisława Adama Mniszka, herbu Poraj i Heleny Lubomirskiej.

## Życiorys

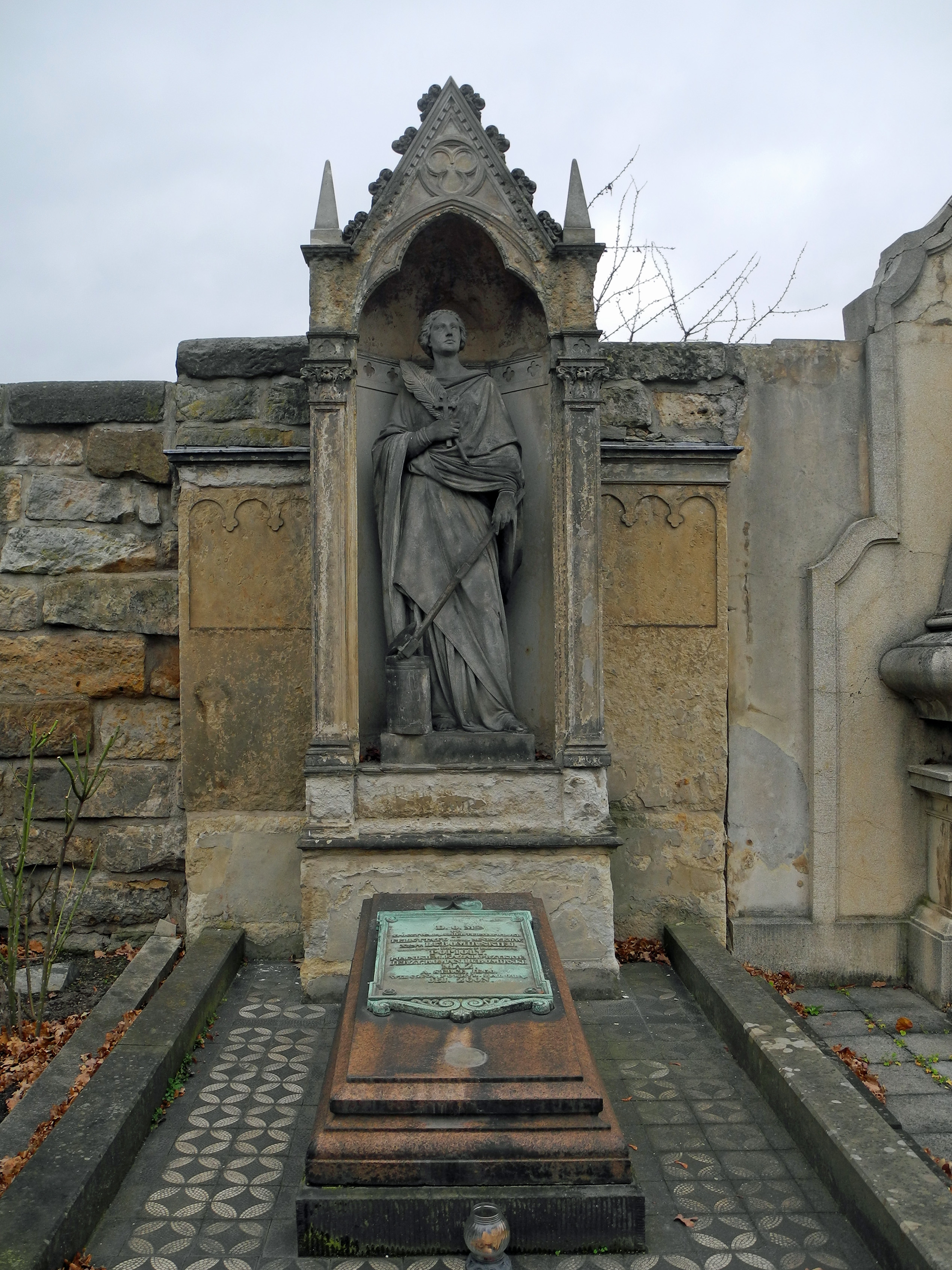
Grobowiec Felicji Lubomirskiej w Dreźnie

W 1832 wyszła za mąż za Jerzego Romana Lubomirskiego. Księżna, ze strony matki, Heleny Lubomirskiej, cenionej autorki malarskich portretów i miniatur, pochodziła z rodu Lubomirskich, potomków Jerzego Sebastiana Lubomirskiego, prapradziadka jej męża. Mimo pewnych lekceważących opinii o niej, była kobietą wykształconą, znała kilka języków, była utalentowaną artystycznie, malowała, i niezwykle wrażliwą na los innych ludzi. Prowadziła w Rozwadowie i utrzymywała szkółkę parafialną, oraz inne fundacje i działania na rzecz chorych i ubogich.
Zaaranżowała park w stylu romantycznym i dworski ogród przy posiadłości w Charzewicach z klombami kwiatów, rzeczką i stawem z wysepką. Obok parku wybudowała ogrody ze szklarniami, w których uprawiano nawet owoce południowe.
Ufundowała kapliczkę w Charzewicach z kamienia, poświęconą św. Felicycie, jako wotum za uratowanie rodziny przed skutkami powstania chłopskiego w 1846 roku – miejscowi chłopi nie stanęli przeciwko Lubomirskim. Kapliczka znajduje się przy ulicy Brandwickiej, w pobliżu skrzyżowania z ulicą Siedliska w Charzewicach, osiedlu Stalowej Woli. Wewnątrz kaplicy jest obraz św. Felicyty i tablica z napisem:
Felicitata Rzymianka – wdowa, ścięta w Rzymie w R.P. 164 wraz z siedmioma synami i wrzucona do rzeki za panowania cesarza Antonina. Módl się za dusze zmarłych.
Nie doczekała się potomstwa. Nie mając własnych dzieci, wychowywała bratanka męża, Hieronima Adama Lubomirskiego, syna Adama (Hieronima Karola) Lubomirskiego, który potem odziedziczył majątek po ojcu.
Wyjechała z Charzewic na leczenie do Niemiec i nigdy już nie wróciła. Zmarła 5 października 1855 roku w Dreźnie mając 45 lat. Tam też została pochowana, a miejsce jej spoczynku zdobi okazały nagrobek.